# Home Is the Essence of Christmas
Home Is the Essence of Christmas è un album natalizio del cantante statunitense Joe, pubblicato nel 2009.

## Tracce
1. God Rest Ye Merry Gentlemen
2. The Christmas Song
3. Christmas in New York
4. Christmas Time Here
5. Grown Up Christmas List
6. Have Yourself a Merry Little Christmas
7. I'll Be Home for Christmas
8. It Ain't Christmas
9. Make Sure You're Home
10. Have Yourself a Merry Little Christmas (Instrumental)